# Moritz Binder (Drehbuchautor)
Moritz S. Binder (* 22. Juli 1982 in München) ist ein deutscher Drehbuchautor, der für sein Drehbuch zum Filmdrama September 5 (2024) für einen Oscar nominiert war und den Deutschen Filmpreis gewann.

## Werdegang
Moritz Binder besuchte eine Fachoberschule für Gestaltung und erlangte 2001 die Fachhochschulreife. 2004/2005 absolvierte er ein Redaktionsvolontariat zum TV-Redakteur bei der Firma south&browse. In den Jahren 2005 und 2006 war er TV-Jungredakteur, ebenfalls bei south&browse, und 2007 wurde er zum „TV Junior Producer“ ernannt. Seit 2007 ist er freier Drehbuchautor. Er studierte an der HFF München „Dokumentarfilm und Fernsehpublizistik“ und schloss das Studium 2017 mit einem Diplom ab.

## Filmografie (Auswahl)
- 2011: Lageänderung – Sommer eines Soldaten (Dokumentar-Kurzfilm; auch Regie)
- 2016: THUMB (Kurzfilm; auch Regie)
- 2018: Death is so permanent (Kurzfilm)
- 2020: München Mord: Was vom Leben übrig bleibt
- 2021: Tatort: Dreams (Fernsehserie)
- 2023: Neue Geschichten vom Pumuckl (Fernsehserie, 13 Episoden)
- 2024: September 5 (Spielfilm)

## Auszeichnungen
- Oscarverleihung 2025: Oscarnominierung für September 5 – The Day Terror Went Live in der Kategorie „Bestes Originaldrehbuch“[2]
- Critics’ Choice Movie Awards 2025: Nominierung für September 5 – The Day Terror Went Live für das Beste Drehbuch
- Deutscher Filmpreis 2025: Auszeichnung für das Beste Drehbuch